# 닛타 가쿠자에몬
닛타 가쿠자에몬(일본어: 新田革左衛門, ? ~ 1864년 8월 23일)는 일본 에도 시대 신센구미의 평대원이다. 이름은 니이다 니자에몬(新井田仁左衛門), 닛타 가쿠에몬(新田角右衛門)이라고도 한다.
분큐 3년(1863년) 가을부터 겐지 원년(1864년) 5월 사이에 신센구미에 입대하였다. 겐지 원년 6월 5일, 이케다야 사건 당시 곤도 이사미의 부대에 소속되었다. 오쿠자와 에이스케, 안도 하야타로와 함께 이케다야의 뒷문을 봉쇄하였는데, 이때 지사들과의 전투 과정에서 중상을 입었다. 아이즈번에서 의사 요시오카 쇼겐(吉岡昌玄) 등을 보내어 치료하였으나 결국 같은해 음력 7월 22일경에 사망하였다. 유해는 미부 촌(壬生村) 공동묘지에 매장되었다.